# Астафьев, Михаил Георгиевич
Михаи́л Гео́ргиевич Аста́фьев (род. 16 сентября 1946 года в Москве) — российский учёный и политический деятель, народный депутат РСФСР с 1990 по 1993 год.

## Биография
Родился 16 сентября 1946 года в Москве в семье служащего «Аэрофлота». В 1970 году окончил физический факультет МГУ. После окончания МГУ служил в Советской армии в ракетных войсках ПВО. С 1972 по 1990 год работал в Институте физической химии АН СССР старшим инженером, научным сотрудником, руководителем группы. Специалист в области электрохимии и коррозии.
В 1988—1990 годах Михаил Астафьев участвовал в создании в Дзержинском районе Москвы «неформальных» клубов избирателей. В 1989 году во время выборов народных депутатов СССР вошёл в Московский народный фронт (МНФ), став в нём одним из лидеров «Демократической фракции», придерживавшейся несоциалистической ориентации. 1 августа 1989 года избран заместителем председателя Совета представителей МНФ.
Осенью 1989 года вступил в Союз конституционных демократов (СКД) Виктора Золотарёва.

## 1990—1991
В январе 1990 года участвовал в создании блока кандидатов в народные депутаты «Демократическая Россия». Первоначально блок собирались назвать «Демократические выборы-90», но Астафьев настоял на смене названия. Весной 1990 года при поддержке блока «ДемРоссия» был избран народным депутатом РСФСР от Дзержинского территориального округа № 11 (Москва), победив кандидата национал-патриотических сил Станислава Куняева, редактора журнала «Наш современник». После выборов вступил в депутатскую группу «Демократическая Россия».
В мае 1990 года планировалось провести учредительный съезд партии конституционных демократов, которую собирались создавать на базе Союза конституционных демократов. Накануне съезда, 16 мая, группа так называемых «кадетов-фундаменталистов» во главе с Георгием Дерягиным и Н. Соловьёвым, объявили о возобновлении деятельности Конституционно-демократической партии — Партии народной свободы (КДП—ПНС), созданной до Октябрьского переворота и никогда не заявлявшей о самороспуске.
Учредительный съезд Партии конституционных демократов (ПКД, «партия Золотарёва») прошёл, как и планировалось, 19—20 мая в Центральном доме туриста. В нём принял участие и Михаил Астафьев, который, впрочем, не стал входить в эту партию. Вместо этого он вошёл в состав московского оргкомитета Свободной демократической партии России (СвДПР). Уже вскоре Астафьев вернулся в кадетское движение, возглавив 23 июля 1990 года Оргкомитет по подготовке и проведению объединительного съезда конституционных демократов России, создатели которого пытались объединить кадетские организации (ПКД, КДП-ПНС, «Молодая Россия»). После провала попыток объединить кадетов Астафьев возглавил КДП—ПНС. Осенью некоторое время был членом оргкомитета так и не созданного движения «Либеральный форум».
Летом 1990 года Астафьев становится членом Оргкомитета Движения «Демократическая Россия» («ДемРоссия», ДР), активно участвовал в создании этого движения, войдя затем в его Координационный совет.
В августе 1990 года Михаил Астафьев стал членом Комитета Верховного Совета по свободе совести, вероисповеданиям, милосердию и благотворительности, покинув его только после роспуска парламента в 1993 году. Также входил в Комитет ВС по средствам массовой информации, связям с общественными организациями, массовыми движениями граждан и изучению общественного мнения (с мая 1992 года — Комитет ВС по средствам массовой информации).
Во время II съезда народных депутатов РСФСР вместе с Виктором Аксючицем создал депутатскую группу «Российский Союз», которая объединила 52 депутата, в том числе членов Российского христианского демократического движения (РХДД), СвДПР и Демократической партии России (ДПР), а также беспартийных. Был координатором группы вплоть до её распада весной 1992 года.
19 апреля 1991 года Астафьев, В. Аксючиц и лидер ДПР Николай Травкин создают Конструктивно-демократический блок «Народное согласие», объединивший «демократов-государственников».
Летом 1991 не стал принимать участие в кампании за избрание Ельцина Президентом России, успев разочароваться в его взглядах на национально-государственную политику.
15—16 июня 1991 года состоялся «XI восстановительный съезд» КДП-ПНС (последний, Х съезд «старой» кадетской партии прошёл в 1920 году). На нём М. Астафьев стал председателем Центрального комитета партии. На следующем съезде, XII, в сентябре 1992 года пост Астафьева был переименован в председателя партии.
19—21 августа 1991 года во время путча ГКЧП принимал участие в обороне Белого Дома вместе с Дмитрием Рогозиным и Игорем Суриковым.
9—10 ноября 1991 года на II съезде «ДемРоссии» участники блока «Народное согласие» выходят из движения, не согласившись с решением съезда сохранить в уставе смешанное (то есть как коллективное, так и персональное) членство. Впрочем, реальной причиной стали разногласия с большинством движения по национально-государственному вопросу. Так, Астафьев выступал за осуждение политики Звиада Гамсахурдиа в отношении Южной Осетии и за поддержку Приднестровья в его конфликте с властями Молдавии.

## 1992
В феврале 1992 года Астафьев принял участие в Конгрессе гражданских и патриотических сил России, который завершился созданием Российского народного собрания (РНС), коалиции некоммунистической (право-консервативной и умеренной национал-патриотической) оппозиции президенту Б. Ельцину и правительству Е. Гайдара. Астафьев становится членом Центрального Совета и Президиума ЦС, а также сопредседателем РНС. Ставил себе в заслугу превращение блока из крайне правого в правоцентристское.
В марте-апреле 1992 года участвовал в создании парламентского блока коммунистов и патриотов «Российское единство», став членом Координационного совета блока, за что подвергался критике антикоммунистически настроенных сил, в том числе и внутри своей партии. Летом того же года после развала депутатской фракции «Российский Союз» вошёл в основанную Михаилом Челноковым фракцию «Гражданское общество», став её координатором. Содействовал вступлению своей новой фракции в оппозиционный блок «Российское единство».
С августа 1992 по август 1993 года входил в редколлегию газеты «День» (главный редактор Александр Проханов). Был членом редколлегии газеты «Обозреватель».
25—26 сентября состоялся XII съезд Конституционно-демократической партии, на котором Астафьев, переизбранный на пост председателя партии, объявил о намерении начать кампанию по созыву Учредительного собрания, на котором представители всех республик и регионов бывшего СССР приняли бы новую конституцию, возродив тем самым союзное государство. Выборы в собрание, по мнению политика, надо было проводить по закону 1917 года, то есть «на свободной от неприятеля территории голосование, результаты которого, однако, будут обязательны для всей территории».
Осенью 1992 года вошёл в Оргкомитет Фронта национального спасения (ФНС), созданный 38 деятелями антиельцинской оппозиции. 24 октября на «Конгрессе национального спасения» в Большом конференц-зале Парламентского центра Верховного Совета РФ избран в Политсовет фронта и одним из 9 сопредседателей. Сопредседателем ФНС оставался до апреля 1994 года, Политсовет покинул в октябре того же года.

## 1993 и последующие годы
20 января 1993 года собрание москвичей выдвинуло Астафьева кандидатом на пост мэра Москвы. Впрочем, информация о якобы готовящихся выборах московского мэра не подтвердилась.
В марте 1993 года добился принятия IХ съездом народных депутатов постановления об отмене политической цензуры на государственном телевидении и отстоял это решение в Конституционный Суд Российской Федерации.
Летом 1993 года Астафьев вместе с академиками И. Шафаревичем и Б. Рыбаковым, скульптором В. Клыковым и некоторыми другими вошёл в состав общественного комитета «Русский Севастополь».
В сентябре—октябре 1993 года решительно выступал против указа Президента Ельцина № 1400 «О поэтапной конституционной реформе в Российской Федерации», поддержав Верховный Совет, принял активное участие в Х чрезвычайном съезде народных депутатов.
После разгона Верховного Совета в октябре 1993 года Астафьев пытался принять участие в выборах Государственной думы, но КДП-ПНС не смогла собрать необходимые для этого 100 тысяч подписей. В результате партия смогла принять участие в выборах только по одномандатным округам, одержав победу на Камчатке. После Всенародного голосования по Конституции России в декабре 1993 года вместе с ещё 17 деятелями оппозиции сделал заявление о нелегитимности новой конституции, в частности, обвинив Ельцина в нарушении Закона РФ «О референдуме».
В декабре 1993 — январе 1994 годов в КДП—ПНС произошёл раскол, в результате которого партия прекратила своё существование. Астафьев создаёт межрегиональное общественно-политическое объединение Всероссийский национальный правый центр (ВНПЦ). Новая организация выступала за «восстановление единства русского народа, сохранение и возрождение его традиционных духовных и религиозных ценностей». 17 февраля 1995 года ВНПЦ был зарегистрирован под номером 2576. В центр вошли такие известные патриотические деятели как публицист В. Н. Осипов, академик И. Р. Шафаревич, историк и политолог Н. А. Нарочницкая и др. Несмотря на присутствие ряда известных людей, центр не стал заметной силой, фактически прекратив своё существование после 1996 года.
16 сентября 1994 года участвовал в Конгрессе патриотических сил России «Русский рубеж: от Калининграда до Курил» в Калининграде, где подписал совместное заявление с призывом к отставке Правительства и досрочным выборам Президента.
Во второй половине 1994 — начале 1995 годов Всероссийский национальный правый центр примкнул к Социально-патриотическому движению «Держава» А. В. Руцкого. 4 февраля 1995 года на учредительной конференции движения Астафьев был избран в Национальный комитет и на пост заместителя председателя «Державы». Накануне II съезда СПД в августе 1995 года Астафьев заявил о своём выходе из Национального комитета движения, а через несколько дней вместе с рядом других бывших членов руководства партии обвинил Руцкого в том, что тот превратил «Державу» в «социал-криминальное движение „новых русских“».
1—3 февраля 1995 года Астафьев принял участие во II Всемирном русском соборе, где вместе с Ксенией Мяло, Н. Нарочницкой и Игорем Кольченко добился принятия ряд заявлений, антизападнических и резко критических по отношению к властям Российской Федерации. Осенью стал одним из учредителей Православного политического совещания (ППС), на базе которого позднее был основан Союз православных граждан.
Покинув «Державу», Астафьев вместе с Российским земским движением и Союзом казачьих формирований создаёт блок «Земский Собор — Союз земства, казачества и православно-патриотических организаций России». Блок сумел собрать нужное для регистрации количество подписей, но при проверке Центризбирком забраковал их значительную часть и отказал «Земскому Собору» в допуске к выборам. Астафьев всё-таки принял участие в выборах в ГосДуму, выдвинув свою кандидатуру от Бабушкинского округа № 192 (Москвы), но потерпел поражение.
В дальнейшем Астафьев ушёл из политики, решив заниматься наукой. В 2000 году защитил диссертацию на соискание ученой степени кандидата химических наук.